# Bahnstrecke Güstrow–Schwaan
| Streckennummer: | 6445                   |                           |                           |
| Kursbuchstrecke (DB): | 182                    |                           |                           |
| Kursbuchstrecke: | 105 (1934) 118g (1946) |                           |                           |
| Streckenlänge: | 17,4 km                |                           |                           |
| Spurweite: | 1435 mm (Normalspur)   |                           |                           |
| Stromsystem: | 15 kV 16,7 Hz ~        |                           |                           |
| Streckengeschwindigkeit: | 120 km/h               |                           |                           |
| |                        |                           |                           |
| \| \| \| von Strasburg \| \| \| \| \| von Meyenburg \| \| \| \| 0,000 \| Güstrow \| Güstrow \| \| \| 3,20 \| nach Bützow \| nach Bützow \| \| \| 6,330 \| Lüssow (Meckl) (ehem. Bf) \| Lüssow (Meckl) (ehem. Bf) \| \| \| 10,600 \| Mistorf (ehem. Bf) \| Mistorf (ehem. Bf) \| \| \| 15,168 \| von Bad Kleinen \| von Bad Kleinen \| \| \| 17,40 \| Schwaan \| Schwaan \| \| \| \| nach Rostock \| \| |                        |                           |                           |
| Strecke |                        | von Strasburg             | von Strasburg             |
| Abzweig geradeaus und von links |                        | von Meyenburg             | von Meyenburg             |
| Bahnhof | 0,000                  | Güstrow                   | Güstrow                   |
| Abzweig geradeaus und nach links | 3,20                   | nach Bützow               | nach Bützow               |
| Haltepunkt / Haltestelle | 6,330                  | Lüssow (Meckl) (ehem. Bf) | Lüssow (Meckl) (ehem. Bf) |
| Haltepunkt / Haltestelle | 10,600                 | Mistorf (ehem. Bf)        | Mistorf (ehem. Bf)        |
| Abzweig geradeaus und von rechts | 15,168                 | von Bad Kleinen           | von Bad Kleinen           |
| Bahnhof | 17,40                  | Schwaan                   | Schwaan                   |
| Strecke |                        | nach Rostock              | nach Rostock              |

Die Bahnstrecke Güstrow–Schwaan ist eine eingleisige elektrifizierte Hauptbahn in Mecklenburg-Vorpommern.

## Geschichte
1850 wurde die Bahnstrecke Bad Kleinen–Rostock mit einem Abzweig in Bützow nach Güstrow in Betrieb genommen. In den Folgejahren wurde das Netz weiter ausgebaut, unter anderem bekam Güstrow 1864 eine Verbindung nach Neubrandenburg, die 1867 nach Stettin weitergeführt wurde. 1882 entstand die Bahnstrecke vom Bahnhof Güstrow nach Plau. Was immer noch fehlte, war eine direkte Verbindung zwischen Rostock und Güstrow, der größten und der viertgrößten Stadt im Großherzogtum Mecklenburg-Schwerin. 1886 wurde die Lloydbahn in Betrieb genommen, die Rostock an Güstrow vorbei mit Neustrelitz und Berlin verband. Ein Jahr darauf entstanden fast zeitgleich zwei Strecken zwischen Rostock und Güstrow. Zum einen wurde durch die Güstrow-Plauer-Eisenbahn die Bahnstrecke Priemerburg–Plaaz gebaut, wodurch über die Lloydbahn eine Verbindung nach Rostock hergestellt wurde. Zum anderen baute man als staatliche Netzergänzung durch das Großherzogtum die Strecke nach Schwaan an der Bahnstrecke Bad Kleinen–Rostock. Ursprünglich zweigte die Strecke in Schwiesow und Rukieten von den bestehenden Hauptbahnen ab, Ende des 19. Jahrhunderts wurden die Abzweigungen in die Bahnhöfe Güstrow und Schwaan vergelegt, damit sie von den dortigen Stellwerken aus bedient werden konnten.

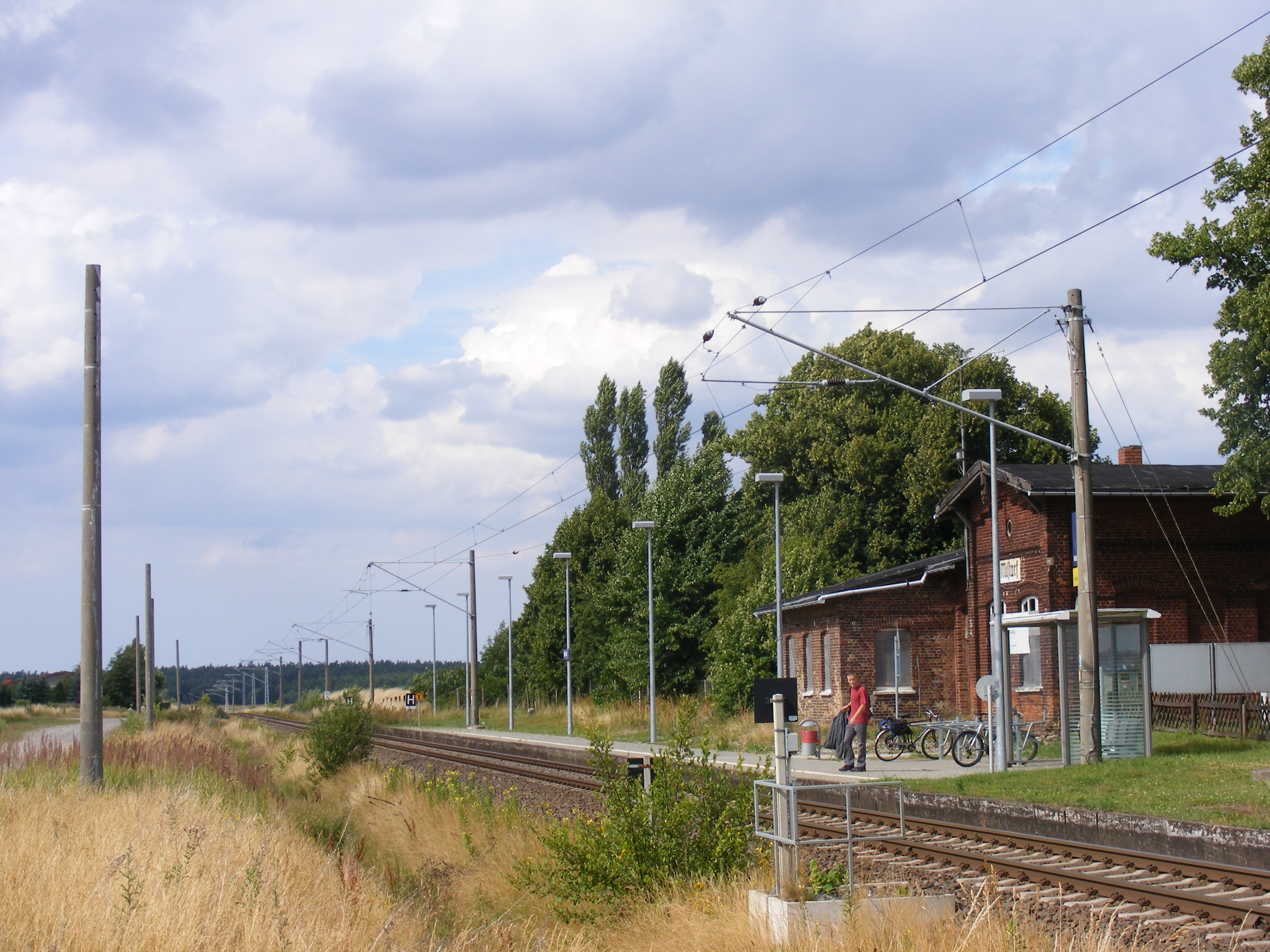
Haltepunkt Mistorf (Juli 2008), links Fahrleitungsmasten am abgebauten zweiten Gleis des vormaligen Bahnhofes

Neben dem lokalen Verkehr wurde die Strecke auch für den Fernverkehr bedeutsam. Die Züge von Berlin nach Rostock und Kopenhagen wurden seit 1895 statt über die direkte Verbindung über Plaaz an der Lloydbahn über Güstrow geführt. 
1945 wurde die Lloydbahn zwischen Plaaz und Neustrelitz als Reparationsleistung demontiert. Damit bekam die Strecke Güstrow–Schwaan nach dem Wiederaufbau der ebenfalls unter die Reparationen gefallenen Strecke Schwaan-Rostock 1948 wichtige Aufgaben im Personen- und Güterverkehr. Der Verkehr zwischen Berlin und Rostock wurde über Neubrandenburg und Güstrow geführt. Auch die Strecke über Karow diente als Ausweichstrecke. Von 1952 bis 1954 wurde der Bahnhof Güstrow wegen der gewachsenen Aufgaben im Güterverkehr umgebaut. 1954 ging dort das erste Gleisbildstellwerk der Reichsbahndirektion Schwerin in Betrieb.
Auch nach dem Wiederaufbau der Lloydbahn 1960 blieb die Strecke für den Fernverkehr zwischen Rostock und Berlin von Bedeutung, mehr als die Hälfte der Schnellzüge verkehrten weiterhin über Güstrow. Im Mai 1985 wurde der elektrische Betrieb aufgenommen. 
Seit 1998 wurden die Nahverkehrszüge zwischen Rostock und Güstrow in das System der S-Bahn Rostock einbezogen. In den Folgejahren wurde die Streckengeschwindigkeit auf 120 km/h angehoben und die letzte Kreuzungsmöglichkeit im ehemaligen Bahnhof Mistorf entfernt.

### Heutige Situation

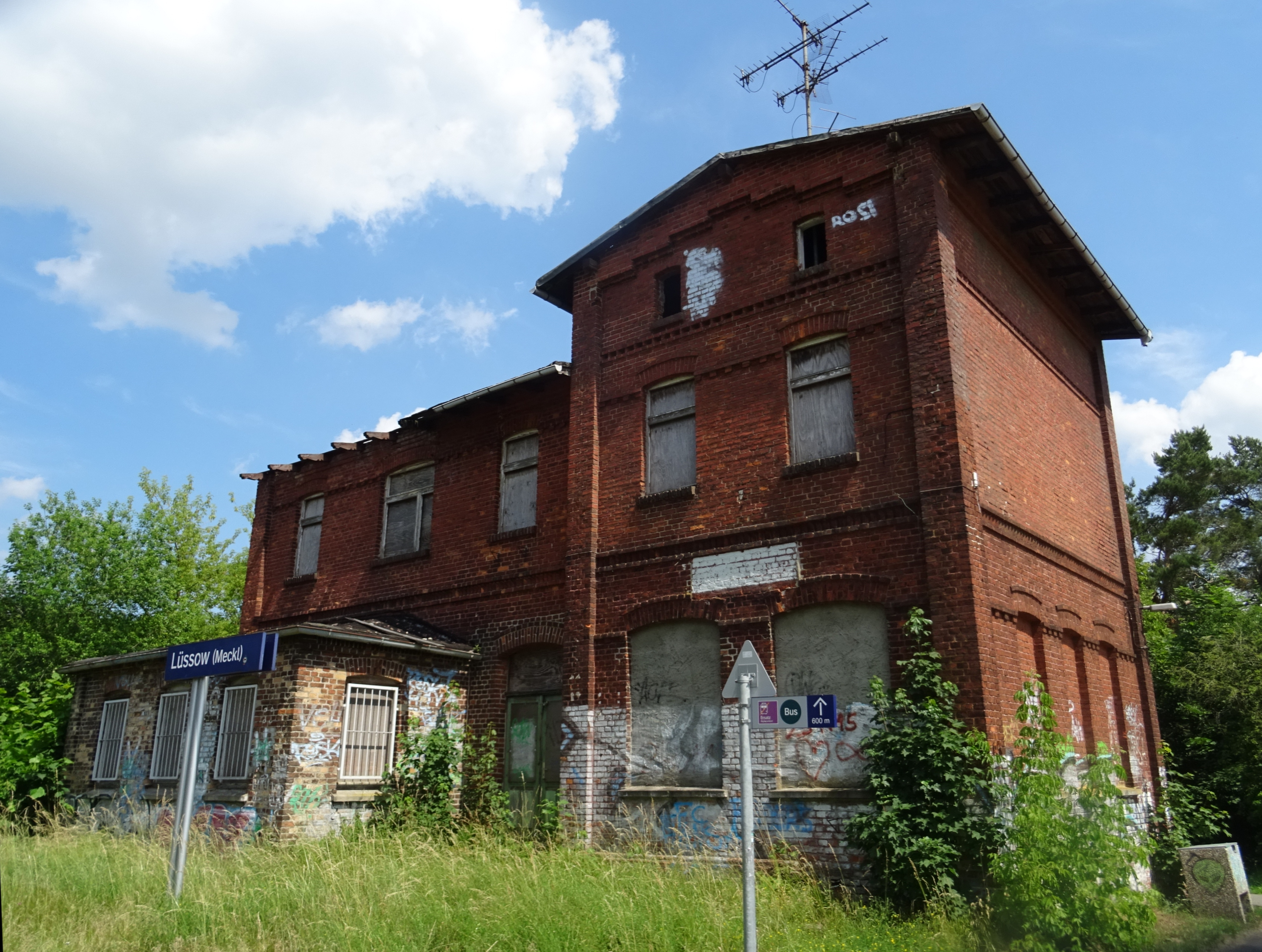
Denkmalgeschütztes Empfangsgebäude in Lüssow

Die Strecke wird im Stundentakt (am Wochenende im Zweistundentakt) von der Linie S2 der S-Bahn Rostock (Warnemünde–Rostock Hbf–Güstrow) befahren.
Alle zwei Stunden verkehren die Regionalexpresszüge der Linie Rostock–Berlin (RE5).
Neben den Empfangsgebäuden und weiteren Bauten in den Streckenendpunkten Güstrow und Schwaan steht auch das Bahnhofsgebäude in Lüssow unter Denkmalschutz.